# نیکولای پیمنوف
نیکولای پیمنوف (روسی: Николай Игорьевич Пименов؛ زادهٔ ۲۹ march ۱۹۵۸ (۶۶ سال)) ورزشکار روئینگ اهل روسیه است.
وی در مسابقات کشوری و بین‌المللی در مجموع برندهٔ ۴ مدال طلا، ۴ مدال نقره، ۱ مدال برنز شده‌است.